# Asuntos internos (serie de televisión española)
Asuntos internos (originalmente conocida como Demokracia) es una serie de televisión española de drama histórico y thriller creada por Pedro García Ríos y Rodrigo Martín para RTVE. Está producida por Mediacrest y protagonizada por Laia Manzanares, Silvia Abascal y Marta Poveda.
Se emitió en La 1 de Televisión Española entre el 12 de febrero y el 12 de marzo de 2025, contando con una única temporada de seis episodios.

## Reparto

### Reparto principal
- Laia Manzanares como Clara Montesinos
- Silvia Abascal como Ana Villacastín
- Nacho Fresneda como Urbieta
- Luis Callejo como Romero
- Nico Romero como Flores
- Carla Campra como Gema Montoro Villacastín
- Marta Poveda como Berta Lancho

### Reparto secundario
- César Vicente como Mario
- Jorge de Juan como Calderón
- Javier Collado como Pepe
- Josean Bengoetxea como Rufo

con la colaboración especial de
- Manuela Vellés como Reme
- Miki Esparbé como Velarde (Episodio 4; Episodio 6)

## Temporadas y audiencias
| Temporada | Temporada | Emisiones | Estreno               | Final               | Audiencia media | Audiencia media | Audiencia media |
| Temporada | Temporada | Emisiones | Estreno               | Final               | Espectadores    | Share           |                 |
| --------- | --------- | --------- | --------------------- | ------------------- | --------------- | --------------- | --------------- |
|           | 1         | 6         | 12 de febrero de 2025 | 12 de marzo de 2025 | 795 000         | 8,9%            |                 |

## Episodios
| N.º | Título                      | Dirigido por           | Escrito por                                                        | Fecha de emisión original | Audiencia         |
| --- | --------------------------- | ---------------------- | ------------------------------------------------------------------ | ------------------------- | ----------------- |
| 1   | «Cuidarse de sí mismo»      | María Togores          | Pedro García Ríos y Rodrigo Martín Antoranz                        | 12 de febrero de 2025     | 1 147 000 (11,8%) |
| 2   | «El viento no sopla fuerte» | María Togores          | Pedro García Ríos y Rodrigo Martín Antoranz                        | 19 de febrero de 2025     | 841 000 (8,9%)    |
| 3   | «El silencio pide paso»     | Samatha López Speranza | Pedro García Ríos, Rodrigo Martín Antoranz y Paula Sánchez Álvarez | 26 de febrero de 2025     | 978 000 (12,0%)   |
| 4   | «Trozos del pasado»         | María Togores          | Pedro García Ríos, Rodrigo Martín Antoranz y Joana M. Ortueta      | 5 de marzo de 2025        | 728 000 (7,5%)    |
| 5   | «Cumplir con el deber»      | Samatha López Speranza | Pedro García Ríos, Rodrigo Martín Antoranz y Paula Sánchez Álvarez | 12 de marzo de 2025       | 589 000 (5,6%)    |
| 6   | «El sentido de la vida»     | Samatha López Speranza | Pedro García Ríos y Rodrigo Martín Antoranz                        | 12 de marzo de 2025       | 484 000 (7,6%)    |

## Producción
En septiembre de 2020, el proyecto de serie Demokracia, originalmente creado por Pedro García Ríos y Rodrigo Martín, obtuvo el premio RTVE en el festival de Conecta FICTION, cuya recompensa era un contrato de desarrollo con RTVE. Tras más de dos años en desarrollo, el 17 de febrero de 2023 RTVE anunció que Demokracia había recibido la luz verde como serie de forma oficial, y que estaría producida por Mediacrest. El 3 de octubre de 2023, se anunció que el título de la serie había cambiado a Asuntos internos y que su rodaje había comenzado en Madrid, con Laia Manzanares, Silvia Abascal y Marta Poveda como protagonistas. A mediados de diciembre de 2023, se anunció que el rodaje de la serie ya había terminado.

## Lanzamiento y marketing
Junto con el anuncio del final del rodaje de la serie, RTVE lanzó las primeras imágenes de Asuntos internos a mediados de diciembre de 2023. La serie tuvo su estreno mundial en el South International Film Festival, de Cádiz, el 26 de octubre de 2024.Luego TVE la presentó en el MIPCOM de Cannes.   En enero de 2025, la cadena de televisión principal de RTVE, La 1, comenzó a promocionar la serie. El 7 de febrero de 2025, La 1 finalmente anunció que Asuntos internos se estrenaría en la cadena el 12 de febrero de 2025.
En enero de 2025 fue seleccionada para participar en la sección oficial Berlinale Series Market Selects 2025 del Festival de Berlin, del 16 al 19 de febrero. 